# Tabula gratulatoria
Tabula gratulatoria (o Tabula gratulationis) è una locuzione latina in uso nella lingua italiana e in altre lingue. 
L'espressione, di genere femminile, è traducibile come "tabella di felicitazione". Con essa si indica una sezione spesso presente in particolari pubblicazioni celebrative, come Festschrift, Liber amicorum, Scritti in onore di..., ecc., costituite da saggi e studi offerti in onore di qualcuno.
Una tabula gratulatoria è costituita da una lista di personalità (colleghi, accademici, amici...) o soggetti (enti, istituzioni, ecc.) che indirizzano felicitazioni e auguri alla persona destinataria delle celebrazioni.
La lista gratulatoria è in genere collocata all'inizio del volume celebrativo. Oltre all'intento celebrativo-gratulatorio, la sottoscrizione all'interno di una tabula gratulatoria svolge di solito una doppia utilità a livello pratico: il sottoscrivente acquista il volume a un prezzo speciale (con sconti che mediamente si aggirano tra il 35% e il 50% sul prezzo di copertina), e l'editore, oltre a essere pagato in anticipo, si garantisce la vendita di un certo numero di copie, fatto non irrilevante per pubblicazioni che in genere hanno tirature limitate.